# Петер, Уильям

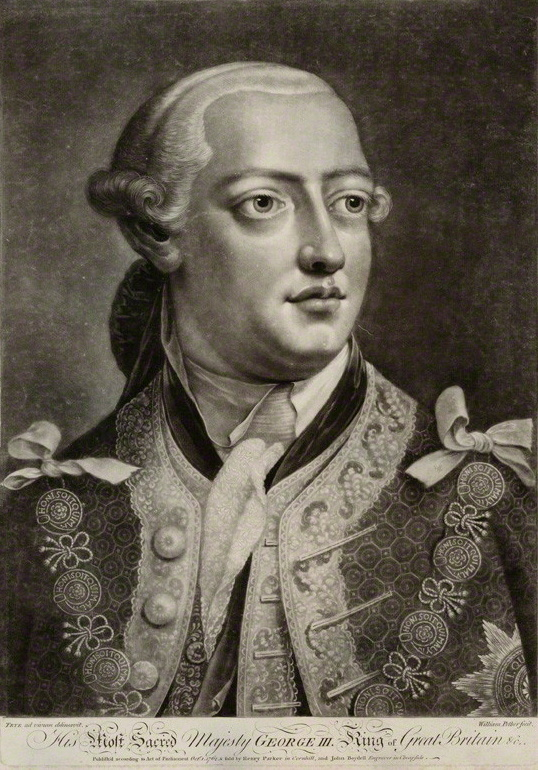
Портрет Георга III, короля Великобритании, гравюра с картины Томаса Фрая, 1762

Уильям Петер (англ. William Pether; около 1738, Карлайл (Англия) — 19 июля 1821, Бристоль) — английский живописец и гравёр, портретист. Мастер гравировки в технике меццо-тинто. Член Королевской академии художеств (с 1778).

## Биография
Уильям Петер родился на севере Англии, недалеко от шотландской границы. Учился живописи и гравированию у Томаса Фрая, с 1761 года работал вместе с учителем.
Состоял членом Общества художников Великобритании и с 1764 по 1777 год участвовал в проведении художественных выставок картин, миниатюр и гравюр. Иногда выставлял свои произведения в Королевской академии художеств в Лондоне. Воспитал много учеников, в том числе Генри Эдридж и Эдвард Дейес. Часто менял место проживания из Лондона в провинцию и обратно, не обращая внимание на мнение публики.
Умер в Бристоле 19 июля 1821 года в преклонном возрасте 82 или 83 лет, будучи давно забытым в мире искусства.

## Творчество
У. Петер — автор более 50 гравюр.

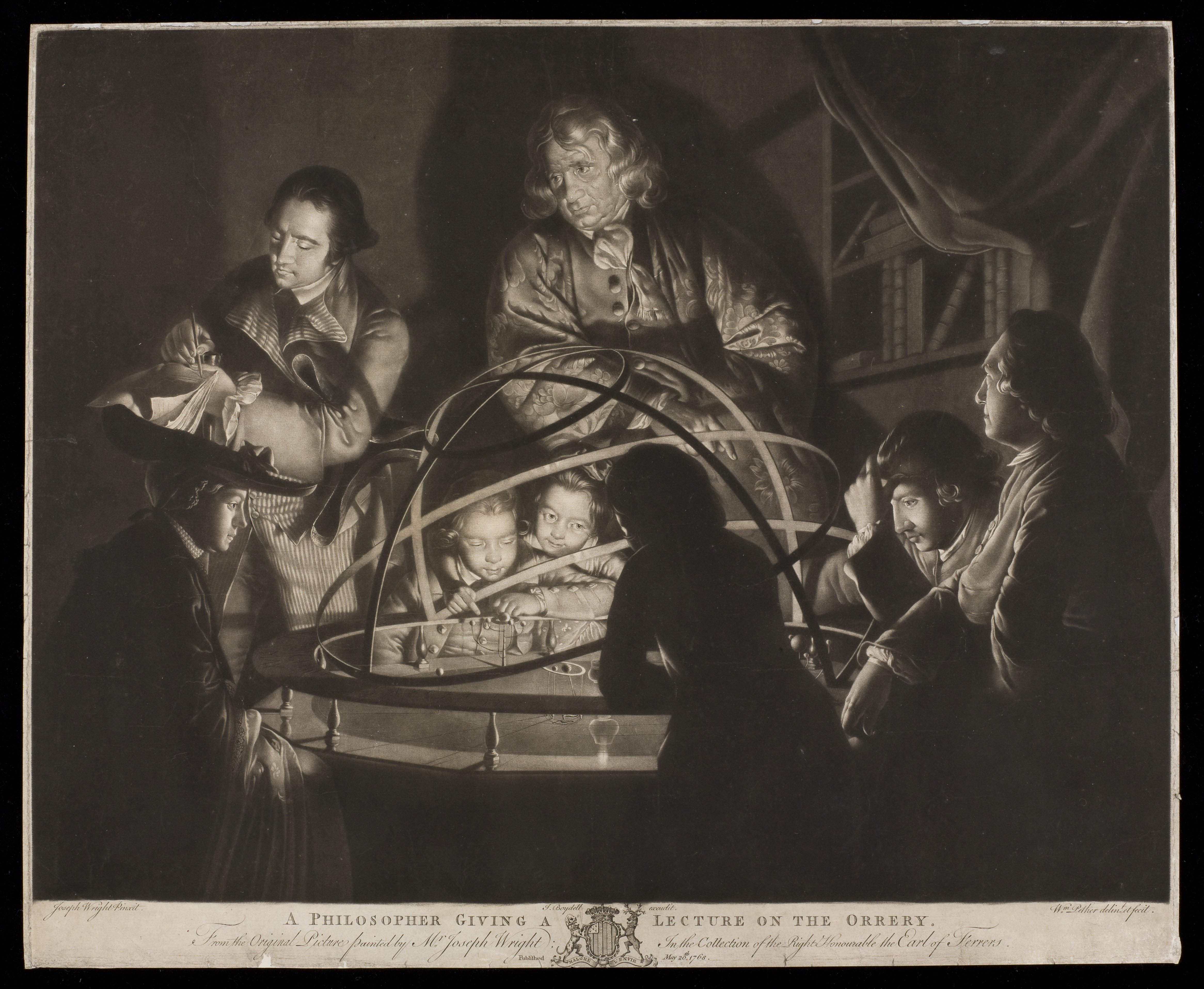
Философ, объясняющий модель Солнечной системы. По картине Дж. Райта из Дерби. Меццо-тинто

В 1762 году создал гравированный портрет короля Георга III с картины Т. Фрая. В течение следующих пятнадцати лет выгравировал многочисленные копии с картин великих художников прошлого, таких как Рембрандт, и некоторых современников, например Дж. Райта, оказавшего на У. Петера большое влияние.
Участвовал с создании рафаэлевских копий для галереи Эрмитажа.
Сам У. Петер во многом повлиял на творчество австрийского гравёра Иоганна Якобе, мастера гравировки в технике меццо-тинто.